# Tijana Bogdanović
Tijana Bogdanović –en serbio, Тијана Богдановић– (Kruševac, 4 de mayo de 1998) es una deportista serbia que compite en taekwondo.
Participó en dos Juegos Olímpicos de Verano, obteniendo dos medallas, plata en Río de Janeiro 2016 y bronce en Tokio 2020, ambas en la categoría de –49 kg. En los Juegos Europeos de Bakú 2015 consiguió una medalla de plata en la categoría de –49 kg.
Ganó dos medallas de bronce en el Campeonato Mundial de Taekwondo, en los años 2015 y 2022, y dos medallas en el Campeonato Europeo de Taekwondo, en los años  2016 y 2018.

## Palmarés internacional
| Juegos Olímpicos   | Juegos Olímpicos        | Juegos Olímpicos  | Juegos Olímpicos |
| Año                | Lugar                   | Medalla           | Categoría        |
| ------------------ | ----------------------- | ----------------- | ---------------- |
| 2016               | Río de Janeiro (Brasil) | Medalla de plata  | –49 kg           |
| 2020               | Tokio (Japón)           | Medalla de bronce | –49 kg           |
| Campeonato Mundial |                         |                   |                  |
| Año                | Lugar                   | Medalla           | Categoría        |
| 2015               | Cheliábinsk (Rusia)     | Medalla de bronce | –49 kg           |
| 2022               | Guadalajara (México)    | Medalla de bronce | –53 kg           |
| Juegos Europeos    |                         |                   |                  |
| Año                | Lugar                   | Medalla           | Categoría        |
| 2015               | Bakú (Azerbaiyán)       | Medalla de plata  | –49 kg           |
| Campeonato Europeo |                         |                   |                  |
| Año                | Lugar                   | Medalla           | Categoría        |
| 2016               | Montreux (Suiza)        | Medalla de oro    | –49 kg           |
| 2018               | Kazán (Rusia)           | Medalla de bronce | –53 kg           |